# Formule exécutoire
Une formule exécutoire est la suite de mots apposée sur les décisions des juridictions administratives et judiciaires ou sur les actes authentiques et conférant à ce document une valeur de titre exécutoire.

## Droit par pays

### Belgique
En Belgique, la formule exécutoire commence toujours par les mots suivants : « Mandons et ordonnons à tous huissiers de justice, à ce requis de mettre le présent arrêt, jugement, ordonnance, mandat ou acte à exécution ».

### Canada

#### Québec
Il n'existe pas de formule exécutoire au Québec. D'après le maître des conférences Rudy Laher, « sans opter pour le système de la formule exécutoire française, le législateur a préféré privilégier la solution originale de l'avis d'exécution. Il s'agit d'un acte de procédure, rédigé par l'huissier saisi par le créancier, puis remis au greffe du tribunal qui a rendu la décision pour l'informer de toutes les mesures d'exécution envisagées ».

### France
La formule exécutoire apposée sur les décisions des juridictions judiciaires françaises, est prescrite par le décret n°47-1047 du 12 juin 1947, est ainsi rédigée : 

« RÉPUBLIQUE FRANÇAISE - Au nom du peuple français - En conséquence, la République française mande et ordonne à tous huissiers de justice, sur ce requis, de mettre ledit arrêt (ou ledit jugement, etc.) à exécution, aux procureurs généraux et aux procureurs de la République près les tribunaux judiciaires d'y tenir la main, à tous commandants et officiers de la force publique de prêter main-forte lorsqu'ils en seront légalement requis.
En foi de quoi, la présente décision a été signée par le Président et le Greffier. »

### Maroc
En droit marocain,  le  contenu de la  formule exécutoire est précisé actuellement par l’article 433 du code civil marocain « Sa Majesté le Roi mande et ordonne à tous agents à ce requis de mettre ledit jugement (ou arrêt) à exécution ; aux procureurs généraux du Roi et procureurs du Roi près les diverses juridictions d'y tenir la main, à tous commandants et officiers de la force publique de prêter main forte lorsqu'ils en seront requis ».